# Schlacht bei Caldiero (1805)
Koordinaten: 45° 25′ 26″ N, 11° 11′ 26″ O
Kap Finisterre – Wertingen – Günzburg – Haslach-Jungingen – Elchingen – Ulm – Trafalgar – Caldiero – Mehrbach – Lambach – Bodenbühl – Steyr – Amstetten – Mariazell – St. Pölten – Kap Ortegal – Dürnstein – Schöngrabern – Wischau (Vyškov) – Austerlitz – San Domingo
Die Schlacht bei Caldiero fand am 29., am 30. und 31. Oktober 1805 zwischen der französischen Armée d’Italie unter Marschall André Masséna und einer österreichischen Armee unter dem Kommando von Erzherzog Karl von Österreich-Teschen  bei Caldiero 15 Kilometer östlich von Verona während des Dritten Koalitionskriegs statt. Den Österreichern gelang es mit Mühe, den Angriff der Franzosen abzuwehren. Der Ausgang wird unterschiedlich bewertet, weil sich nicht nur die Franzosen vom Schlachtfeld zurückzogen, sondern auch die Österreicher begannen, sich nach der Schlacht in Folge der Niederlage bei Ulm aus Italien zurückzuziehen. Daher wird von der Literatur der Sieg teilweise für die Franzosen reklamiert, während andere von einem Abwehrsieg der Österreicher sprechen.

## Vorgeschichte

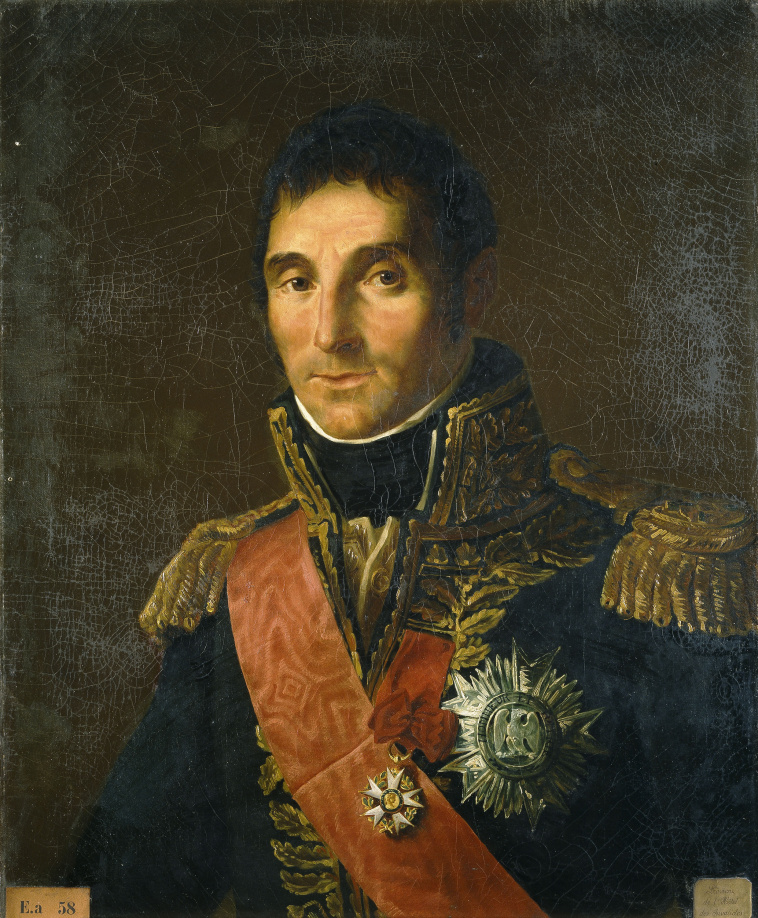
André Masséna

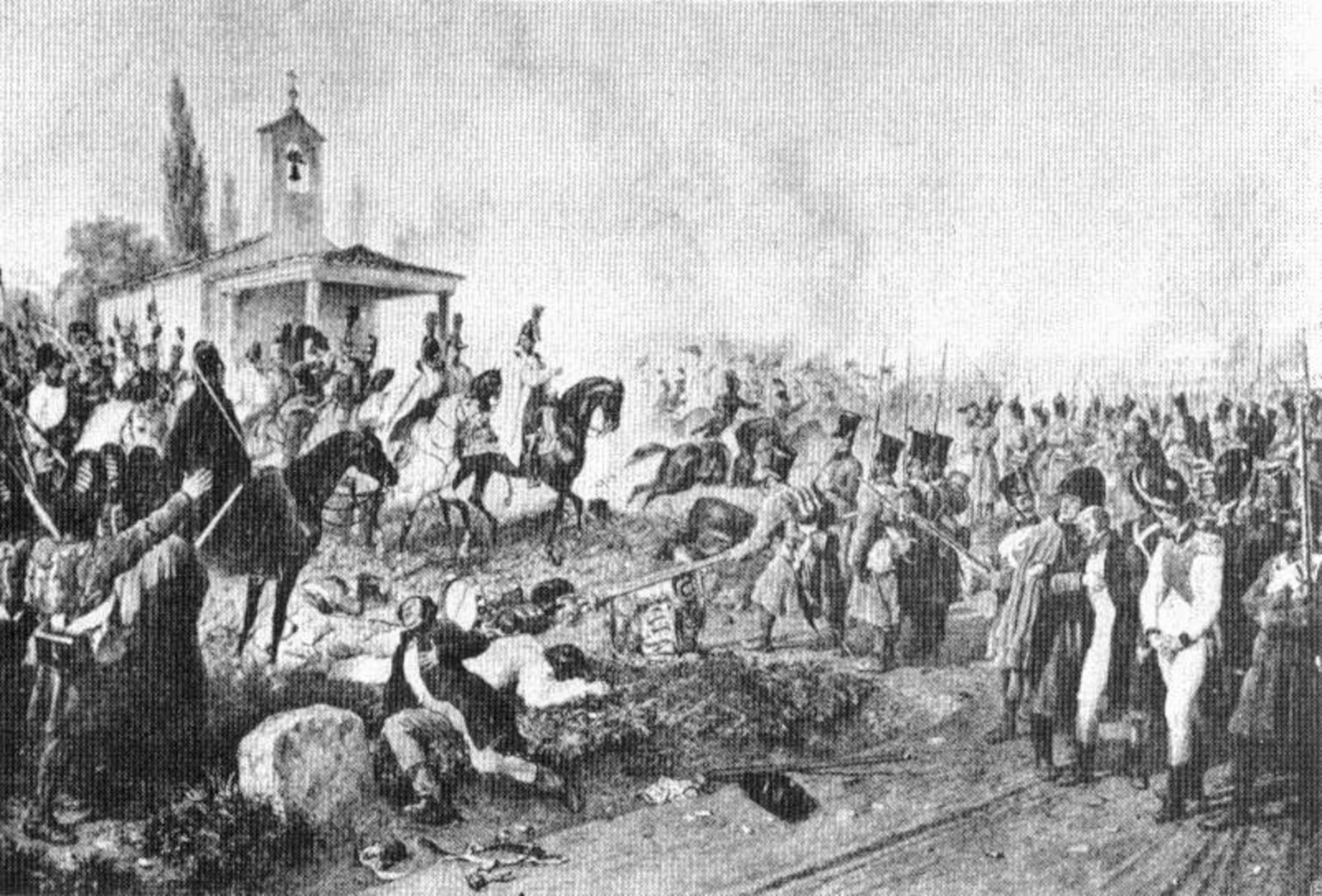
Erzherzog Karl in der Schlacht bei Caldiero

Es war vorgesehen, dass die österreichische Armee unter Erzherzog Karl in die Lombardei einmarschieren sollte. Aber seine Truppen waren dazu im September noch nicht stark genug. Außerdem haben die Österreicher die Stärke der französischen Truppen unter Massena stark unterschätzt. Zudem waren die Festungen Verona, Legnago, Mantua und Peschiera in französischer Hand. Der Erzherzog beschloss daher, den französischen Angriff abzuwarten. Einen Teil seiner Truppen hatte er zur Besatzung von Venedig und ein Korps unter Johann von Hiller bei Trient stationiert. Die Hauptarmee haben die Österreicher in einer befestigten Stellung bei Caldiero konzentriert. Die Österreicher hielten den Kamm eines in der Nähe des Ortes befindlichen Bergzuges besetzt. Ihr äußerster rechter Flügel lehnte sich an eine tiefe Schlucht an. Das Zentrum stand in der Nähe des Ortes Caldiero. Der linke Flügel dehnte sich bis zur Etsch aus. Verschiedene Verschanzungen haben die wichtigsten Punkte der österreichischen Stellungen verstärkt.
Als Massena vom Sieg Napoleons bei Ulm erfuhr, entschloss er sich zum Angriff.

## Verlauf

### 29. Oktober
Am Morgen des 29. Oktober gingen die Franzosen mit der Division Verdier über die Etsch. Sie brachen den Widerstand der vorgeschobenen österreichischen Einheiten und rückten nach teils heftigen Kämpfen vor. Die österreichische Vorhut unter Generalmajor Frimont musste sich allmählich in Richtung Caldiero zurückziehen. Die Franzosen erzielten weitere Erfolge. Den Divisionen der Generale Gardanne und Duhesme gelang es im Zentrum das Korps des FML. Fürst Rosenberg bis auf die Höhen von Montetondo zurückzudrängen und in der Ebene von Caldiero einzurücken. Gegenüber den äußersten rechten Flügel der Österreicher ging die französische Brigade Seras bei Pescantina über den Fluss und schlug bei Arce eine Brücke. Diese Verbände drückten die Vortruppen der österreichischen Brigade des Generalmajor Sommariva am linken Ufer über Cavalo nach San Giovanni Battista zurück.
Die Gefechte an der Hauptfront endeten bei Einbruch der Nacht, die Ortschaften Vago, Ca dell' Ara, Stra und Caldiero, verblieben in den Händen der Franzosen.
Massena stellte vier Divisionen Molitor, Gardanne, Duhesme und Partouneaux sowie die Kürassiere unter Espagne in Schlachtordnung auf und nahm sein Hauptquartier in Vago. Er entschloss sich den Hauptangriff auf die österreichischen Stellungen bei Caldiero erst am nächsten Tag zu befehlen. Erzherzog Karl konnte die Gelegenheit nutzen, um die gefährdeten Punkte durch Verstärkungen gegen einen weiteren Angriff zu sichern. Er hoffte selbst in die Gegenoffensive gehen zu können und bereitete entsprechende Einheiten vor. Massena seinerseits beabsichtigte, durch eine Umgehungsaktion des österreichischen linken Flügels das feindliche Zentrum zu durchbrechen. Der andere Flügel sollte abgeschnitten und in die nahen Sümpfe getrieben werden. Danach sollte die übrige Hauptmacht der Franzosen die geschwächten Österreicher angreifen.

### 30. Oktober
Weil am Morgen des 30. Oktober dichter Nebel die Sicht behinderte, schob der Erzherzog seine Angriffspläne auf. Die bereits vorgeschobenen Einheiten wurden in Gefechte verwickelt und gingen teilweise wieder zurück. Unter dieser Voraussetzung glaubte Masséna den Moment zum Angriff gekommen, wobei er das Schwergewicht jetzt gegen das Zentrum und den linken Flügel (unter FML Fürst Reuß) der österreichischen Armee verlegte. Die Division Molitor griff die Österreicher bei Colognola bassa an um sie an diesem Punkte festzuhalten. In der Mitte ging die Division Gardanne über Rota beiderseits der Straße auf Caldiero los. Die Division Duhesme griff gegen Gombione an, um den österreichischen linken Flügel in die Moräste des Alpon zu drängen. Die Österreicher rückten ihrerseits vor und es kam zu stundenlangen schweren Gefechten. Als die Truppen Duhesmes über Gombione hinaus vordringen wollten, trafen sie auf frische österreichische Verstärkungen unter Generalmajor Nordmann, der seine Brigade von Chiavica del Christo heranführte. Bei den Österreichern standen dann 79 Bataillone und 52 Eskadronen mit 49.200 Mann im Gefecht, bei den Franzosen ebenso viele Kämpfer. Die französische Angriffskolonne, welche den österreichischen linken Flügel umgehen sollte, wurde nach heftigen Kämpfen zurückgeworfen.
Den rechten Flügel der Österreicher und das Zentrum hielten die Korps des FML Fürst von Rosenberg und General der Kavallerie Graf von Bellegarde. Die Verteidigung der österreichischen Laufgräben auf den Höhen von Colognola Alta war der Division des Generalmajor Joseph Anton von Simbschen anvertraut worden. Simbschen unterstanden dafür 8 Infanterie-Regimenter, 5 Grenzer-Bataillone und 8 Eskadronen Husaren, mit denen er erfolgreich drei Tage lang die Verschanzungen zwischen Belfiore di Porcile und Ilasi gegen die hartnäckigen Angriffe der französischen Division Molitor halten konnte.
Die Truppen des FML. Fürst Reuß rückten hierauf bis Gombione vor, wo es neuerdings zu einem sehr heftigen Nahkampf kam. General Massena gewann aus dem starken Gefechtslärm den Eindruck, dass seine Umgehung erfolgreich wäre und ließ durch Duhesme auch das österreichische Zentrum angreifen. Er selbst stellte sich an die Spitze des Angriffes auf die Höhen von Corsagnola, die er als entscheidenden Punkt der österreichischen Stellungen ansah. Ein entscheidender Erfolg gelang den Franzosen lange nicht, die österreichische Division O’Reilly konnte alle Angriffe abweisen. Erst zuletzt begannen die erschöpften Österreicher zurückzuweichen, der französische Sieg schien greifbar. Die Franzosen griffen mit allen verfügbaren Kräften noch einmal das österreichische Zentrum an. Erneut schien der Sieg der Franzosen unmittelbar bevorzustehen, dann ließ Erzherzog Karl die österreichischen Reserve unter FML. Vogelsang und Generalmajor von Hohenlohe vorrücken. Der Erzherzog stellte sich selbst an die Spitze von 8 Bataillonen der Grenadier-Brigade des Generalmajor Lippa und des Infanterie-Regiment Eszterházy Nr. 32 und stellte die Lage wieder her. Die einbrechende Nacht beendete den mit Hartnäckigkeit geführten Kampf, das Dorf Gombione verblieb im Besitz der Franzosen.

### 31. Oktober

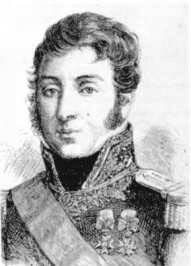
Jean-Antoine Verdier

Ein weiterer französischer Angriff am 31. Oktober wurde mit Schwerpunkt bei Chiavica del Christo und Gombione angesetzt. Wegen der allgemeinen Erschöpfung des französischen Heeres nahm nur die am Vortag geschonte Division Verdier am Angriff teil. Deren Verbände sammelten sich teils bei Zevio, gewannen an der Etsch den Damm von Bendinara und drangen über la Bova gegen die österreichischen Schanze von Chiavico del Christo vor, wo die Truppen Nordmanns verteidigten. Erst um Mittag wurde der Angriff gefährlich, der schwer verwundete Nordmann wurde von Graf Colloredo abgelöst. FML Reuß unterstützte mit Verstärkungen die er von Chiavighette direkt nach Chiavico del Christo entsandte, wo sie auf der Strada Porcilana nach Gombione
den Rücken der Truppen Verdiers bedrohten. Die dort sichernden Vorposten der Division Duhesme mussten sich auf Gombione zurückziehen, das durch ein zusätzliches Kommando unter General Solignac gesichert wurde. General Verdier war beim Gefecht von Chiavico del Christo verwundet worden und durch General Digonnet ersetzte worden, der am Abend mit der Division auf das rechte Etschufer zurückgehen musste, um dort einer akut werdenden Bedrohung durch die österreichische Division Davidovichs entgegentreten zu können. Massena  verstärkte die Garnison von Veronetta und verlegte sein Hauptquartier nach Canneselli.

## Folgen
Die Österreicher konnten sich zwar halten, aber als der Erzherzog die Nachricht von der Niederlage bei Ulm erhielt, die den Vormarsch Napoleons auf Wien ermöglichte, zwang ihn dies zum Rückzug in Richtung Laibach. Beide Seiten konnten so den Sieg für sich beanspruchen.